# Cryptoperla kawasawai
Cryptoperla kawasawai is een steenvlieg uit de familie Peltoperlidae. De wetenschappelijke naam van de soort is voor het eerst geldig gepubliceerd in 2002 door Maruyama.